# Olga Blumenthal
Olga Blumenthal (Venezia, 20 aprile 1873 – Ravensbrück, 24 febbraio 1945) è stata una germanista italiana, docente di lingua e letteratura tedesca presso il Regio Istituto Superiore di Scienze economiche e commerciali di Venezia, poi Università Ca' Foscari, dove ha insegnato dal 1919 al 1938.
Di origini ebraiche, il 30 ottobre 1944 viene arrestata dai tedeschi e in seguito deportata nel campo di concentramento nazista di Ravensbruck, dove muore il 24 febbraio 1945.

## Biografia

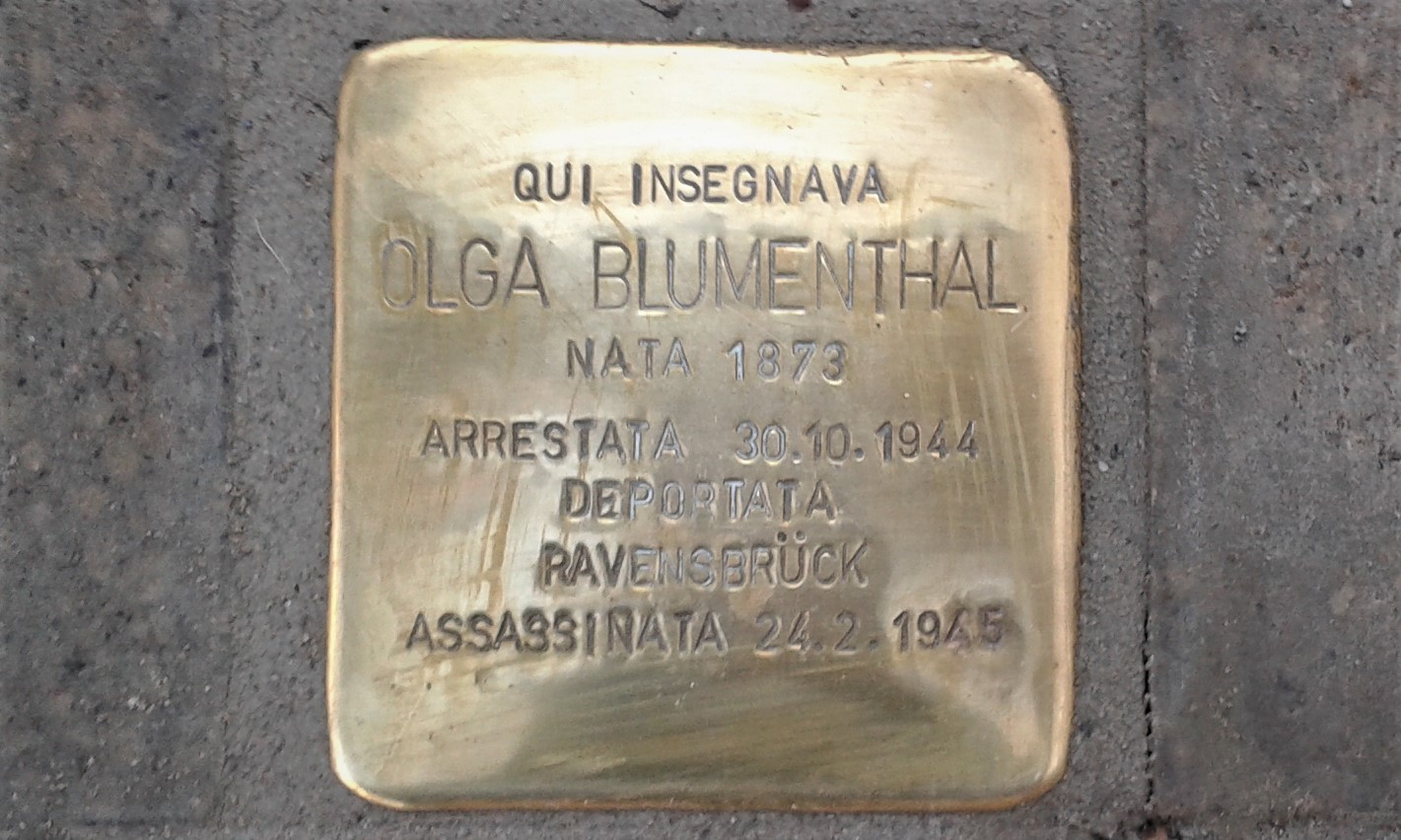
Pietra d'inciampo in onore di Olga Blumenthal posata il 22 gennaio 2018 nel cortile dell'Università Ca' Foscari Venezia

Olga Blumenthal nasce a Venezia il 20 aprile 1873. È figlia di Carlo Blumenthal, banchiere, e Minna Goldschmidt. Il padre è una figura di spicco nella vita sociale e politica della città lagunare. Di Carlo Blumenthal si ha traccia anche nella corrispondenza di John Ruskin, che soggiornò a lungo a Venezia; nelle lettere inviate al critico letterario statunitense Charles Eliot Norton il 9 e 15 agosto 1869, lo scrittore e artista britannico, in quel periodo interessato alle questioni ambientali legate all'utilizzo delle risorse idriche, scrive di aver incontrato un banchiere veneziano, Carlo Blumenthal, coinvolto nella gestione della laguna, che poteva essergli di aiuto nei suoi progetti. Sempre lui, "un veneziano che parlava un buon inglese", avrebbe accompagnato la moglie Effie nelle sue passeggiate in città.
Un altro componente della famiglia, Alessandro Blumenthal (1822-1888), fu Presidente della Camera di Commercio di Venezia dal 1875 al 1888, e dal 1879 al 1888 membro del Consiglio Direttivo della Regia Scuola Superiore di Commercio in Venezia.
Il fratello di Olga, Alessandro (Sandro) Blumenthal (1874-1919), di un anno più giovane di lei, dopo un breve periodo di studi presso la R. Scuola superiore di commercio, si iscrive al Conservatorio Benedetto Marcello, dove studia pianoforte, e conclude la sua formazione alla Royal Academy of Music di Monaco. Godrà di discreta fama come compositore e cantante, autore di lieder e composizioni per pianoforte, interpretando anche per il teatro l'opera Sulamite, eseguita a Norimberga nel 1907. Scomparirà precocemente, all'età di 46 anni.
Sono scarse le informazioni sull'infanzia e la giovinezza di Olga. I suoi studi non si svolgono presso il R. Istituto Superiore di Scienze economiche e commerciali di Venezia, dove inizierà ad insegnare nel 1919 come assistente alla cattedra di lingua e letteratura tedesca..
Il 21 settembre 1921 sposa il letterato Gilberto Secrétant,  professore di Letteratura italiana nello stesso Istituto, che morirà dopo pochi mesi, il 10 dicembre 1921, a seguito di una malattia. Nel 1923, in accordo con i fratelli del defunto marito, dona 1500 volumi di letteratura, economia e diritto, alla Biblioteca di Ca' Foscari, di cui il fondo Blumenthal-Secrétant fa ancora parte integrante.

### La presenza delle donne a Ca' Foscari e la carriera di Olga Blumenthal
Tra il 1870 e il 1900 si laureano in Italia 224 donne, nessuna delle quali a Ca' Foscari. Tra il 1868, data di fondazione della Scuola, al 1910, su 4449 iscritti solo 7 sono donne; solo 3 lauree su 534 saranno conferite a studentesse. Tra il 1884 e il 1910 sfiora invece il 10% (49 su 493) la percentuale dei diplomi di magistero, conseguibili anche accedendo dall'esterno, assegnati a donne (di cui solo tre "interne"). Nella quasi totalità dei casi esse scelgono l'indirizzo linguistico: francese, inglese e tedesco (44 su 46).  A partire dagli anni dieci del Novecento, la presenza femminile all'interno della Scuola si farà sempre più significativa: tra il 1910 e il 1920, sono 189 le iscritte (5,96% della popolazione studentesca); nel decennio successivo salgono a 715 (9,87%), per raggiungere il 24% nel decennio fra il 1930 e il 1940. La "femminilizzazione" del Magistero di Lingue, ritenuto lo sbocco idoneo e concreto alla carriera di insegnante, cui molte donne aspirano, caratterizzerà questo indirizzo di studi rispetto ad altri, come "economia e diritto", o "scienze consolari", a esclusiva presenza maschile. Dopo il 1935, quando anche a Lingue verrà concessa la facoltà di conferire diplomi di laurea, questa tendenza subirà una variazione: aumenteranno notevolmente gli studenti di sesso maschile, fino a raggiungere quasi la metà delle iscrizioni.
Anche nel settore dell'insegnamento nei primi decenni del XIX secolo la presenza femminile è molto esigua: nell'anno scolastico 1920/21 su 1076 insegnanti delle Scuole Regie Superiori, 136 sono donne; nel 1922 fra 720 professori ordinari impiegati negli Atenei, ci sono solo due donne.
La prima donna insegnante a Ca' Foscari di cui si ha menzione è Bianca Giordano, assistente alla cattedra di Lingua inglese; compare nel 1914 nell'annuario ufficiale dell'Ateneo, nella categoria del Personale. La progressiva presenza di insegnanti di sesso femminile va messa in relazione con le conseguenze della guerra. Le necessità del fronte offrono opportunità fino a prima impensate per le giovani studiose: nel 1914, ad esempio, Margaret Newett sostituirà come supplente Cesare Longobardi, titolare della cattedra d'inglese, arruolatosi in qualità di ufficiale.
Nel 1919 Olga Blumenthal riceve l'incarico di assistente alla cattedra di lingua e letteratura tedesca su proposta del professore di tedesco Adriano Belli. Dal 1926 si occupa anche dell'insegnamento della lingua italiana per alunni stranieri.

### La fascistizzazione dell'università e le leggi razziali
Fino a metà anni degli anni Venti, Ca' Foscari mantiene una certa autonomia nei confronti delle direttive fasciste, grazie anche alla presenza di docenti contrari alle politiche del regime, come l'anglista Cesare Longobardi, vicino a Gramsci, il germanista Adriano Belli, l'economista Gino Luzzatto, direttore dell'Istituto, Silvio Trentin, docente di diritto amministrativo. In seguito la situazione muta: Gino Luzzatto, dopo aver sottoscritto nel 1925 il manifesto degli intellettuali antifascisti, viene fatto oggetto di minacce e vessazioni, e destituito dalla direzione. Il collega Silvio Trentin, rifiutandosi di sottostare all'obbligo del giuramento di fedeltà, viene allontanato dall'insegnamento ed emigra in Francia, dove diventerà punto di riferimento per l'antifascismo.
Dal 1927 al 1930 Ca' Foscari viene commissariata: Davide Giordano, sindaco di Venezia fino al 1923, consultente medico della MVSN, eletto senatore e dal 1924 commissario straordinario, dirige l'Istituto con lo scopo di uniformarlo alle direttive del regime, e "potare i rami sospetti", avviando un'opera di normalizzazione e di epurazione di ogni elemento di opposizione alla dittatura. Durante gli anni Trenta a Ca' Foscari vengono promossi corsi di insegnamento per formare esperti di economia coloniale, e gli studenti sono sollecitati a prendere parte alle campagne militari fasciste. Nel 1937 nel cortile interno dell’Università viene eretta una stele dedicata ai cafoscarini caduti in Abissinia e commissionato al pittore Mario Sironi un affresco nell'aula Magna, da poco inaugurata, intitolato Venezia, l'Italia e gli Studi, dallo spiccato carattere imperialista.
Nel 1936 viene istituita la Facoltà di Economia e Commercio e l'Istituto è riconosciuto università statale. Nel 1936 ottiene l'autorizzazione al conferimento di Lauree in Lingue e Letterature Moderne. Mentre aumenta il peso dell'istituzione e il numero di iscritti, anche nel settore linguistico, la carriera di Olga non conosce un altrettanto progresso: ricopre l'incarico di assistente di lingua tedesca fino al 1934, e dopo questa data risulta svolgere l'attività di lettrice di tedesco.
Nella relazione inaugurale dell'a.a. 1937/38, il nuovo rettore Agostino Lanzillo, amico di Mussolini, dà comunicazione, priva di ogni altro commento, che "lascia, dopo molti anni, l'incarico di lettore presso la Cattedra di letteratura tedesca la Sig.ra Olga Secrétant-Blumenthal". Olga ha 64 anni, e non ha più i requisiti per continuare a insegnare; su pressione di alcuni colleghi, viene assunta come "assistente volontaria".
Nel 1938, con l'approvazione delle leggi razziali, si attua un giro di vite nelle politiche dell'Ateneo, sempre più in linea con la svolta antisemita intrapresa dallo Stato. Il 15 settembre viene emanato il Regio decreto n. 1390 «Provvedimenti per la difesa della razza nella scuola fascista». Esso fa seguito al censimento avviato in agosto dal Ministro dell’Educazione Nazionale, Giuseppe Bottai, volto ad "arianizzare" il settore dell'istruzione, individuando in ogni istituzione scolastica la presenza di personale di “razza ebraica”. Il censimento dispone che da tutte le istituzioni pubbliche, accademie e istituti di cultura di ogni ordine e grado, vengano espulsi alunni ed insegnanti "di razza ebraica", ossia nati da genitori di razza ebraica, anche se professanti religione diversa.
Nelle Università italiane 676 persone vengono "declassificate dal novero degli aventi capacità intellettuali o consone alla Nazione". A Ca' Foscari, in esecuzione del decreto di settembre, vengono allontanati dall'insegnamento Gino Luzzatto, Adolfo Ravà (Istituzioni di diritto privato) e Gustavo Sarfatti (Diritto marittimo).
La scheda personale di Olga Blumenthal, di cui l'inchiesta Bottai disponeva la compilazione, non era stata inviata a Roma (se ne ignora ancora il motivo), e non compariva quindi nella lista dei docenti ebrei presenti a Ca' Foscari. L'ingiunzione posta dal decreto non poté comunque risparmiarla, e viene quindi allontanata definitivamente dall'insegnamento. Si ritira a vita privata, continuando a svolgere la sua attività di insegnante presso la Scuola ebraica.

### Arresto e deportazione nel campo di concentramento di Ravensbruck
Il 30 ottobre 1944, alle cinque di mattina, Olga viene arrestata dai tedeschi e condotta al carcere della Giudecca. Ha 71 anni, è sola e malata. Alla sua cameriera, presente al momento dell'irruzione dei nazisti, Olga raccomanda di donare ad amici la sua biancheria, e al portinaio consegna un fagottino con i suoi gioielli prima di lasciare per sempre la sua abitazione. In seguito viene trasferita a Trieste, nella Risiera di San Sabba, e il 28 novembre deportata nel campo di concentramento nazista di Ravensbruck, dove cessa di vivere il 25 febbraio 1945. La notizia della sua morte viene appresa solo diversi mesi dopo.
Il 10 novembre 1945, in occasione dell'inaugurazione del nuovo anno accademico, Gino Luzzatto, primo rettore del dopoguerra, allontanato nel 1938 dall'insegnamento a Ca' Foscari a seguito dell'applicazione delle leggi razziali, nell'esprimere il suo cordoglio e condannare la barbarie nazista, preciserà di avere ricevuto informazioni solo il giorno precedente dell'avvenuta morte di Olga Blumenthal, lettrice di lingua tedesca "che colleghi e studenti han sempre ricordato e ricordano con profonda venerazione".

### Commemorazioni
Furono 246 gli ebrei veneziani deportati tra il 1943 e il 1944 e morti nei campi di concentramento. Il nome di Olga Blumenthal compare nella lapide in memoria delle vittime della Shoah, situato in uno dei lati del campo del Ghetto novo di Venezia, con il monumento opera dell'artista lituano Arbit Blatas (1908- 1999).
Il 22 gennaio 2018, all'interno del programma previsto per il Giorno della Memoria e in concomitanza con il 150º anniversario di Ca' Foscari, è stata posata la pietra d’inciampo a Ca’ Foscari in ricordo di Olga Blumenthal.